# Hestrup (Emsland)
Hestrup ist eine Bauerschaft in der Gemeinde Handrup, Samtgemeinde Lengerich, Landkreis Emsland.
Hestrup wird erstmals im Jahre 890 urkundlich erwähnt. Es liegt ca. drei Kilometer östlich von Lengerich und ca. einen Kilometer südlich vom sich in den letzten Jahren zum Ortskern entwickelten Ortsteil Stroot.